# Mandala de areia

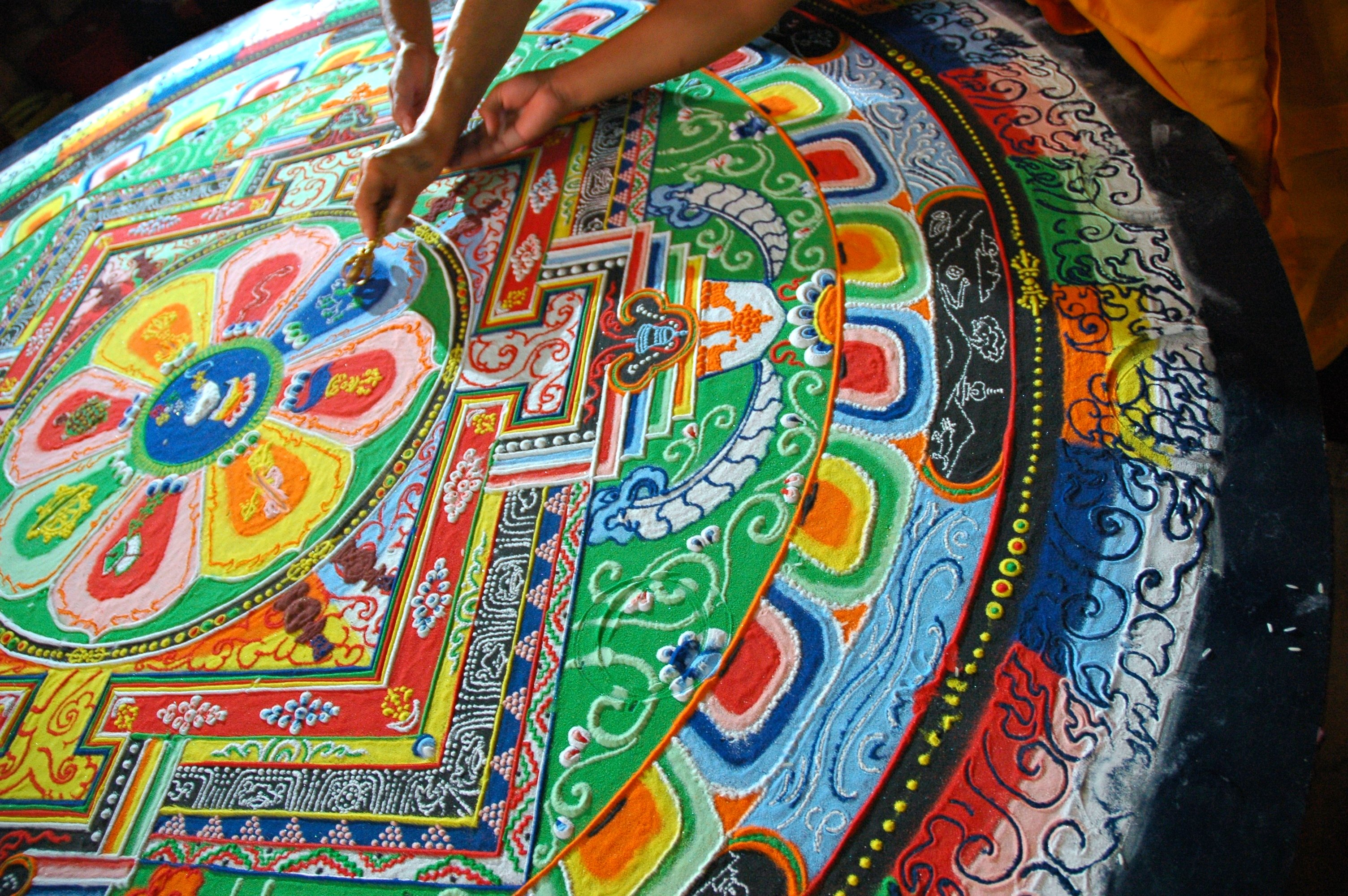
Os monges fazem as medições geométricas associadas à mandala que pode levar vários dias para ser concluída.

A Mandala de Areia (em tibetano: དཀྱིལ་འཁོར།; Wylie: dkyil 'khor; chinês simplificado: 沙坛城, pinyin: Shā Tánchéng) é uma tradição do Budismo tibetano que envolve a criação e, posteriormente, a imediata destruição de mandalas feitas com areia colorida. O ato de desmanchar a mandala, logo após sua conclusão, e as cerimônias associadas a esse momento visam simbolizar a crença doutrinária budista sobre a transitoriedade da vida material.

## Materiais e construção

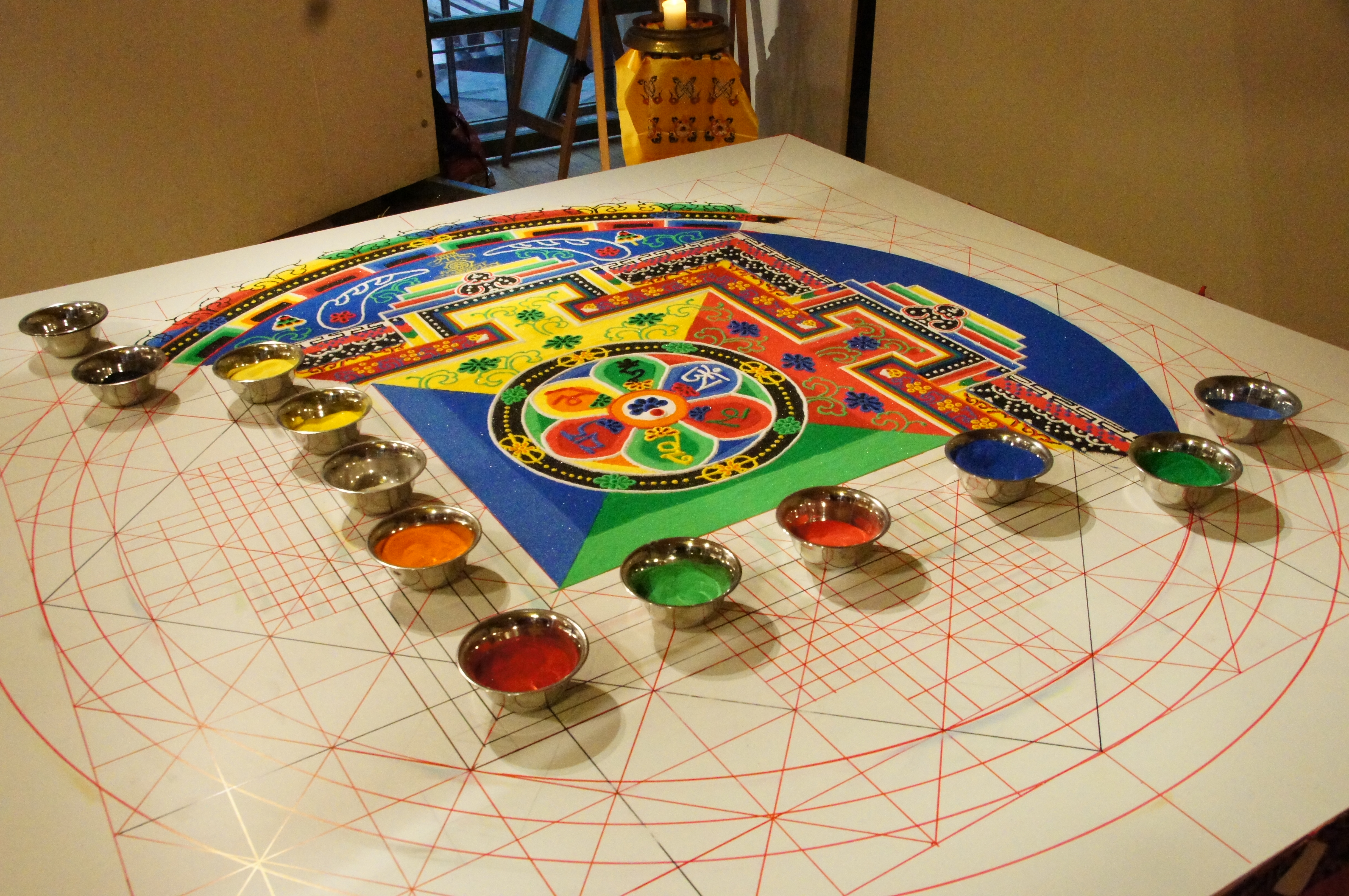
As cores utilizadas para a pintura geralmente são feitas com areia naturalmente colorida.

Historicamente, a mandala não era criada apenas com areia tingida, mas também com grânulos de pedra colorida esmagada. Nos tempos modernos, as pedras brancas lisas são trituradas e tingidas com tintas opacas para alcançar o mesmo efeito. Antes de iniciar a construção da mandala, os monges fazem as medições geométricas associadas à mandala. Os grânulos de areia são então aplicados usando pequenos tubos, funis e raspadores, conhecidos como chak-pur, até que o padrão desejado seja alcançado. Mandalas de areia tradicionalmente levam várias semanas para ser construídas, devido à grande quantidade de trabalho envolvida na criação de detalhes intrincados. É comum que vários monges trabalhem em equipe no projeto, criando uma seção do diagrama de cada vez, sempre começando do centro e seguindo para as extremidades.

## Temas

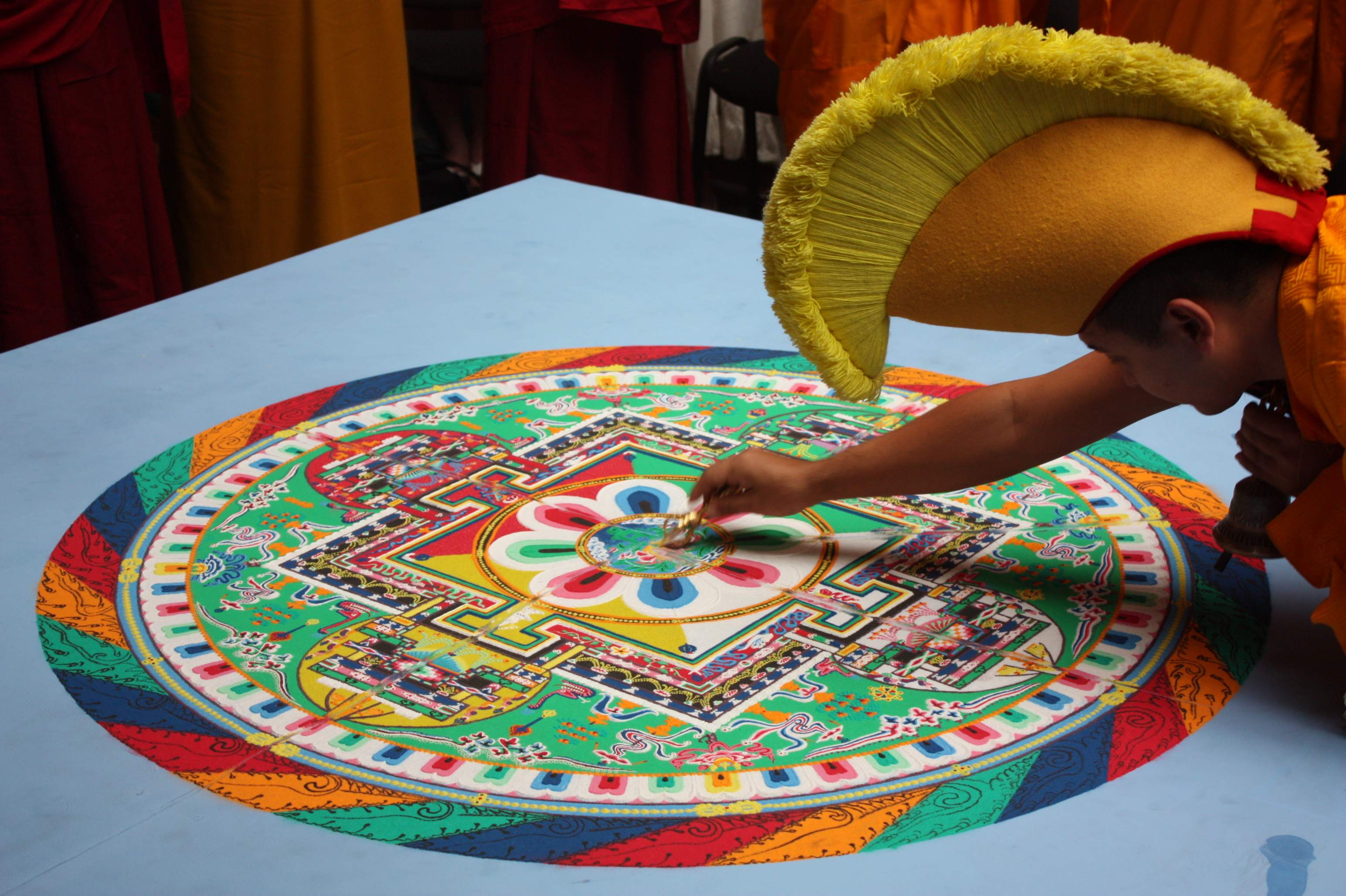
A destruição de uma mandala de areia é um ritual altamente cerimonial.

Uma mandala Kalachakra, por exemplo, apresenta 722 divindades retratadas dentro da estrutura complexa, numa geometria própria da mandala. Outras mandalas menores, como as atribuídas a Vajrabhairava, contêm significativamente menos divindades e exigem menos detalhes geométricos, mas ainda assim podem levar vários dias para serem concluídas. Como todas as mandalas, essas são compreendidas como representações bidimensionais do que se supõe ser um ambiente tridimensional. Existem dois casos particulares em que uma mandala tridimensional pode ser experienciada: Borobodur, em Java, na Indonésia, e Angkor Wat, em Siem Reap, no Camboja.
Muitas mandalas de areia são feitas em uma localidade externa específica, identificada claramente como um solocharnel. As cores utilizadas para a pintura geralmente são feitas com areia naturalmente colorida, gesso esmagado (branco), amarelo-ocre, arenito vermelho, carvão vegetal e uma mistura de carvão e gesso (azul). Misturando preto e vermelho, obtém-se o marrom; vermelho e branco, o rosa. Outros agentes de coloração incluem farinha de milho, pólen de flores, raízes em pó ou suas cascas.

## Destruição ritual
A destruição de uma mandala de areia também é um ritual altamente cerimonial. Mesmo as sílabas de cada divindade são removidas em uma ordem específica juntamente com o restante da geometria, até que, finalmente, a mandala seja completamente destruída. Toda a areia é recolhida em um frasco, que é então envolto em seda e transportado para um rio (ou qualquer corpo d'água em movimento), onde é liberado de volta à natureza. Isso simboliza a efemeridade da vida e do mundo.